# Đớp ruồi xanh gáy đen
Hypothymis azurea, có thể bắt gặp dưới cái tên chim đớp ruồi xanh gáy đen, là một loài chim trong họ Monarchidae.
Loài này sinh sản trên khắp vùng nhiệt đới Nam Á từ Ấn Độ và Sri Lanka về phía đông đến Indonesia và Philippines. Loài này thường được tìm thấy trong các khu rừng rậm và các môi trường sống tốt.

## Liên kết ngoài

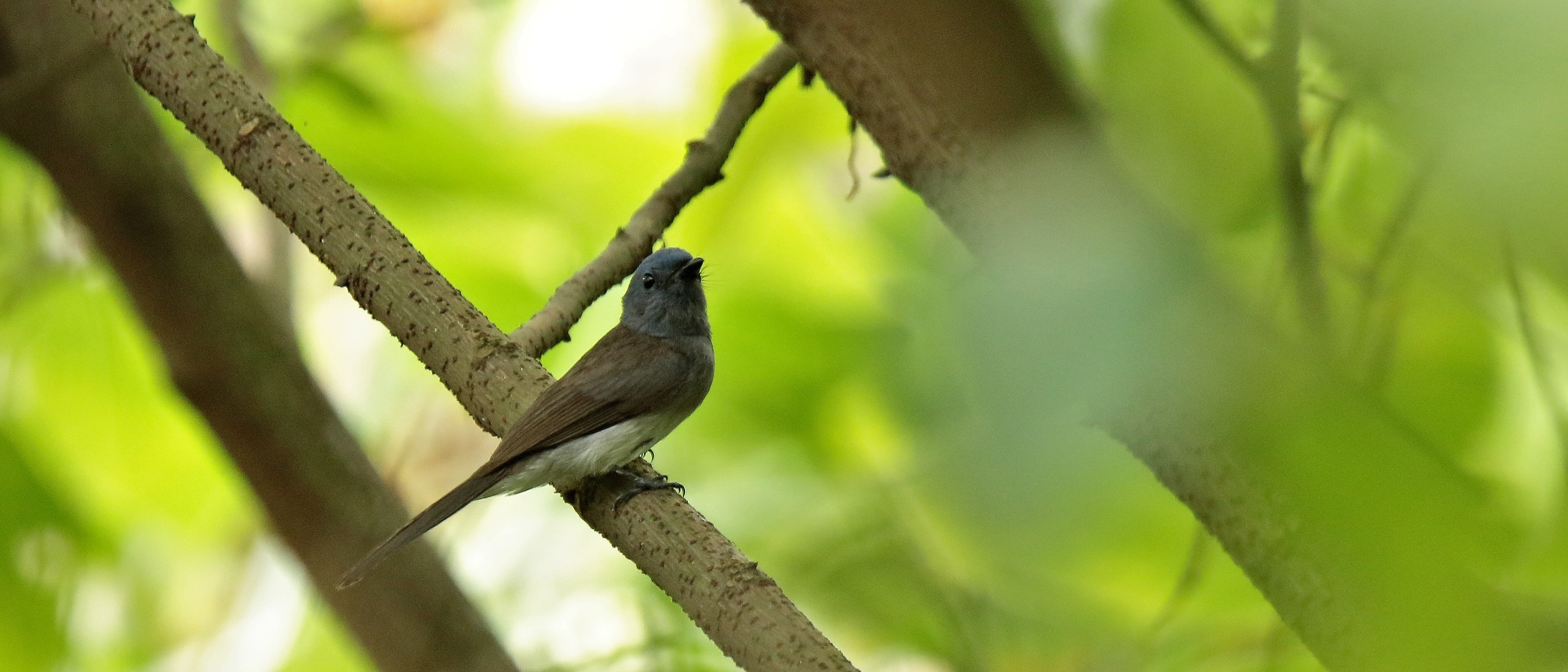
Đớp ruồi xanh gáy đen (chim mái)